# Susi Nicoletti
Susi Nicoletti, all'anagrafe Susanne Emilie Luise Adele Habersack (Monaco di Baviera, 3 settembre 1918 – Vienna, 5 giugno 2005) è stata un'attrice e danzatrice tedesca naturalizzata austriaca.

## Biografia

### Infanzia e carriera
Nata a Monaco di Baviera, Susi Nicoletti era figlia dell'attrice teatrale italo-austriaca Consuela Nicoletti, sua ispiratrice per il nome d'arte,  e di Ernst Habersack, direttore di una compagnia marittima. Trasferitasi ad Amsterdam coi genitori all'età di tre anni, si accostò alla danza ancora prima di iniziare la scuola, iscrivendosi a corsi di balletto classico e di danza moderna. Nel 1927 ritornò in Baviera, dove conobbe Thomas Mann e i suoi figli, ai quali si legò d'amicizia. A 13 anni partecipò ai suoi primi importanti spettacoli di danza, esibendosi tra l'altro al Kammerspiele di Monaco. Dopo aver completato gli studi liceali, continuò a ballare ancora per qualche tempo, per poi accostarsi alla recitazione. Dal 1936 al 1940 fu sul palcoscenico dello Staatstheater Nürnberg, ma in questo periodo avvenne anche il suo debutto cinematografico (1939).
Nel 1940 si spostò a Vienna. La sua attività artistica divenne intensa nel dopoguerra, con una carriera che si divise equamente fra teatro e cinema, più qualche interpretazione in telefilm e film tv. Lavorò sia in Austria sia in Germania.
Dal 1954 al 1989 fu insegnante titolare di recitazione presso il Max Reinhardt Seminar, formando importanti attori come Heidelinde Weis, Pia Douwes, Ute Lemper, Senta Berger (con la quale avrebbe poi lavorato nel telefilm La signora col taxi), Paulus Manker, Erika Pluhar e Albert Fortell.

### Morte
Susi Nicoletti si spense a 86 anni nel 2005, reduce da un intervento resosi necessario per fronteggiare un problema cardiaco. Riposa a Vienna accanto al secondo marito.

## Vita privata
Susi Nicoletti prese la nazionalità austriaca sposando ancora piuttosto giovane in prime nozze Ludwig Ptack. Con lui mise al mondo due figli: una femmina e un maschio, quest'ultimo diventato poi a sua volta attore. Il matrimonio si concluse col divorzio. In seguito Susi Nicoletti sposò Ernst Haeusserman, che la lasciò vedova nel 1984. L'attrice da allora visse dividendosi tra l'Austria e gli USA, paese in cui si erano stabiliti entrambi i figli, a Los Angeles e a San Diego.

## Filmografia essenziale

### Cinema
- L'amore più forte (1939)
- Comedian Harmonists (1998)

### Televisione
- La signora col taxi
- L'ispettore Derrick - 1 episodio